# Distretto di Erlach
Il distretto di Erlach è stato uno dei 26 distretti del cantone di Berna in Svizzera. Confinava con i distretti di La Neuveville a nord, di Nidau a nord-est, di Aarberg a est, con il Canton Friburgo (distretto di See) a sud, con il Canton Vaud (distretto di Avenches) a sud-ovest e con il Canton Neuchâtel (distretto di Neuchâtel) a ovest. Il comune di Erlach era il capoluogo del distretto. Comprendeva una parte del lago di Neuchâtel e del lago di Bienna. La sua superficie era di 96 km² e contava 12 comuni.
I suoi comuni sono passati alla sua soppressione al Circondario del Seeland.

## Comuni
- CH-3237 Brüttelen
- CH-3235 Erlach
- CH-2577 Finsterhennen
- CH-2076 Gals
- CH-3236 Gampelen
- CH-3232 Ins
- CH-2576 Lüscherz
- CH-3225 Müntschemier
- CH-2577 Siselen
- CH-3226 Treiten
- CH-3233 Tschugg
- CH-3234 Vinelz

### Fusioni
- 1917: Brüttelen, Gäserz → Brüttelen
- 1946: Mullen, Tschugg → Tschugg